# 블랙 세미놀
블랙 세미놀(Black Seminole)은 1600년대 후반부터 사우스캐롤라이나주와 조지아주 남부의 대서양 연안 일대에서 플로리다의 광야로 도망간 탈주 노예(마룬족)의 후손이다. 도망 노예들은 같은 시기에 플로리다에 숨은 다양한 인디언 집단과 함께 하게 되었다. 그 두 개의 집단이 함께 연합하여, 다민족, 다인종 연맹인 세미놀 부족을 형성했다. 오늘날 블랙 세미놀의 자손들은 오클라호마와 텍사스, 바하마와 멕시코 북부의 작은 마을에 아직도 살고 있다. 19세기의 플로리다 "블랙 세미놀"들은 그들의 적인 백인 미국인들에게 "세미놀 니그로"라고 불렸고, 인디언 사회에서는 "블랙 피플"이라고 불렸다.

## 기원
플로리다의 영지를 영국의 공격으로부터 방어하려는 스페인의 전략은 원래 토착 인디언을 민병대로 조직하는 것이었다. 그러나 사우스 캐롤라이나 개척민의 습격과 서부에서 수입한 흑인 노예로부터 전염된 열대병으로 플로리다의 원주민 대부분이 죽어나갔다.
곧 현지 인디언이 죽어 멸족된 곳도 있었다. 스페인은 영국이 지배하고 있던 북부의 식민지 배신한 인디언 도망 노예가 남쪽으로 들어오는 것을 장려했다. 스페인은 영국인들에게 전통적인 적으로 영국의 확대를 막을 때 효과를 거두기를 기대하고 있었다.
1689년, 아프리카인 노예들은 자유를 찾아 사우스 캐롤라이나 로우 컨트리에서 스페인령 플로리다로 도망쳤다. 펠리페 5세의 포고 아래에서 흑인 도망자는 세인트 오거스틴에 있는 스페인 개척민들을 보호하는 대가로 자유를 받았다. 스페인인들은 흑인 자원 민병대를 조직했다. 1738년에 만들어진 그들의 흑인 모세 요새의 거주지는 북미 최초로 흑인에게 법적으로 허용된 자유로운 마을이 된다.

## 같이 보기
- 삼보 (인종)